# (13186) 1996 UM
(13186) 1996 UM est un objet de la ceinture principale d'astéroïdes intérieure découvert en 1996.

## Description
(13186) 1996 UM a été découvert le 18 octobre 1996 à la Station Catalina, un observatoire astronomique situé dans les Monts Santa Catalina à environ 29 kilomètres au nord-est de Tucson dans l'Arizona, par Carl W. Hergenrother.

### Caractéristiques orbitales
L'orbite de cet astéroïde est caractérisée par un demi-grand axe de 1,95 UA, un périhélie de 1,79 UA, une excentricité de 0,08 et une inclinaison de 21,98° par rapport à l'écliptique. Du fait de ces caractéristiques, à savoir un demi-grand axe inférieur à 2 UA et un périhélie supérieur à 1,666 UA, il est classé, selon la JPL Small-Body Database, objet de la ceinture principale d'astéroïdes intérieure.

### Caractéristiques physiques
(13186) 1996 UM a une magnitude absolue (H) de 14,5 et un albédo estimé à 0,059.